# Sir Hugo Drax
Sir Hugo Drax is een personage uit de derde James Bondroman van de Engelse schrijver Ian Fleming Moonraker (1955), en de gelijknamige film Moonraker (1979), hij werd vertolkt door de Franse acteur Michael Lonsdale.

## Rol in het boek
In het boek is hij een beroemde oorlogsheld, die werd geboren als Graf Hugo von der Drache. Hij was de zoon van een Duitse vader en een Engelse moeder. Hij ging tot zijn twaalfde naar school in Engeland, hierna heeft hij zijn school afgemaakt in Berlijn en later in Leipzig. Toen de Tweede Wereldoorlog aanbrak vocht hij mee bij een Weerwolf commando van Adolf Hitler. Tijdens een sabotage-actie kreeg hij een ongeluk waardoor hij de helft van zijn gezicht verloor. Hierna onderging hij plastische chirurgie, wijzigde zijn naam in Hugo Drax en werd hij multimiljonair.
James Bond ontmoet Drax met M in de Bladesclub in Londen, bij een onderzoek naar het vermoedelijk valsspelen van Drax. Bond speelt met Drax het kaartspelletje bridge en is als eerste bij de Blades die Drax weet te verslaan. Hierna infiltreert Bond bij Drax en ontdekt samen met de Engelse agente Gala Brand dat Drax zijn nucleaire raket de Moonraker wil laten neerstorten om wraak te nemen voor zijn ongeluk in de Tweede Wereldoorlog, hoewel hij beweerde dat de raket gebruikt zou worden om het Verenigd Koninkrijk te beschermen tegen haar vijanden uit de Koude Oorlog. Drax komt om als hij uiteindelijk uit Engeland probeert te ontsnappen met zijn Sovjetonderzeeër waarbij Bond de coördinaten van de raket weet te wijzigen en hem in de Noordzee te laten neerstorten waar Drax op dat moment is.

## Handlangers in het boek
- Willy Krebs
- Dr. Walter

## Rol in de film
In de film is Hugo Drax een Franse multimiljonair die in Los Angeles woont. Zijn bedrijf Drax industries bouwt in Californië de Moonraker Spaceshuttle. James Bond wordt naar Los Angeles gestuurd in verband met een gestolen Moonraker. Maar als Bond dit verder uitzoekt in Venetië ontdekt hij al snel dat er zich kwade plannen afspelen. En als Bond weer tegenover Drax staat in Brazilië blijkt dat deze de wereldbevolking wil uitroeien door middel van gifbollen vanuit een gigantisch ruimtestation in de ruimte. Waarna Drax Bond en de CIA-agente Dr. Holly Goodhead betrapt en hen opnieuw gevangenneemt. Met de hulp van de moordenaar Jaws, die uiteindelijk Bonds kant kiest, weten ze vrij te komen. Bond en Drax staan uiteindelijk tegenover elkaar en het lijkt of Drax wint als hij een laserpistool te pakken krijgt. Maar Bond weet Drax te raken met een dartpijltje uit een pistool dat onder zijn mouw zit. Drax komt uiteindelijk om als Bond hem de ruimte induwt.
Als Holly aan Bond vraagt waar Hugo Drax is, maakt Bond een grapje over wat er gebeurd is:
“Hij is een luchtje aan het scheppen!”

## Handlangers in de film
- Jaws
- Chang

## Trivia
- In de twintigste Bondfilm Die Another Day is het personage Gustav Graves gebaseerd op Drax, omdat zij namelijk beide een ongeluk hadden gehad waarna zij hun uiterlijk veranderden. Alleen was het hier Bond zelf die het ongeluk veroorzaakte.